# Laura Hobson
Laura Zametkin Hobson, född 19 juni 1900, död 28 februari 1986, var en amerikansk författare.
Laura Hobson, som debuterade 1941 med A dog of his own, blev uppmärksammad för ett par samtidsromaner, The tresspassers (1943, svensk översättning Icke önskvärd, 1944), där Hobson behandlade flyktingproblemet i en handling, som är förlagd till Österrike och USA efter det förra landets förening med Tyskland under Hitler, och Gentleman's agreement (1947, svensk översättning Tyst överenskommelse, 1948), en studie i amerikansk antisemitism. Gentleman's agreement har även filmats. I sina samtidsskildringar flätade Hobson på ett fyndigt sätt in komplicerade kärleksupplevelser.